# Bojana Todorović
Bojana Todorović (Belgrado, 28 ottobre 1991) è un'ex pallavolista serba naturalizzata statunitense, nel ruolo di schiacciatrice.

## Carriera

### Club
La carriera di Bojana Todorović inizia nei tornei scolastici californiani, giocando per la University HS di Irvine. In seguito gioca anche a livello universitario, difendendo i colori della UC Los Angeles nella NCAA Division I dal 2009 al 2012, aggiudicandosi il titolo nazionale nel suo penultimo anno con le Bruins; nel 2013 fa inoltre parte della squadra di beach volley della CSU Long Beach.
Nella stagione 2014-15 inizia la carriera professionistica in Francia, giocando nella Élite col CEP Poitiers, riuscendo a centrare la salvezza. In seguito viene ingaggiata dal Philips Gold, con il quale partecipa alla PSL Grand Prix Conference 2016 della Philippine Super Liga; al termine di questa esperienza si reca a Porto Rico, dove partecipa alla Liga de Voleibol Superior Femenino 2016, difendendo inizialmente i colori delle Valencianas de Juncos e poi quelli delle Changas de Naranjito, che lascia per infortunio prima del termine dell'annata, dopo la quale si ritira dalla pallavolo giocata.

### Nazionale
Viene convocata dalla nazionale statunitense under 23 in occasione campionato mondiale 2013, dove si classifica al quarto posto.

## Palmarès

### Club
- NCAA Division I: 1

2011

### Premi individuali
- 2015 - PSL Grand Prix Conference: Miglior schiacciatrice